# Flabellina pedata
Flabellina pedata är en snäckart som först beskrevs av Montagu 1815.  Flabellina pedata ingår i släktet Flabellina och familjen Flabellinidae. Arten är reproducerande i Sverige. Inga underarter finns listade i Catalogue of Life.

## Bildgalleri

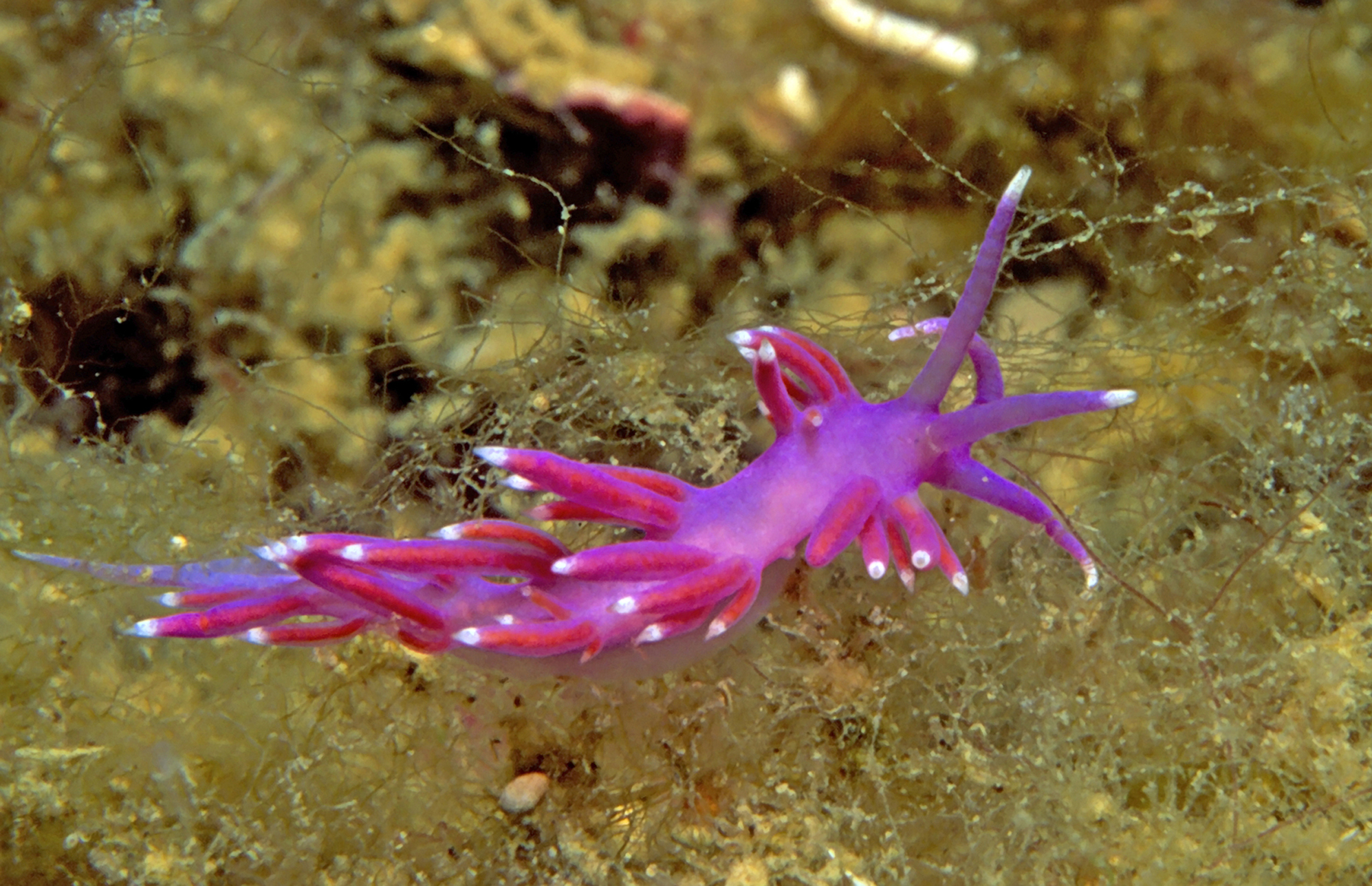
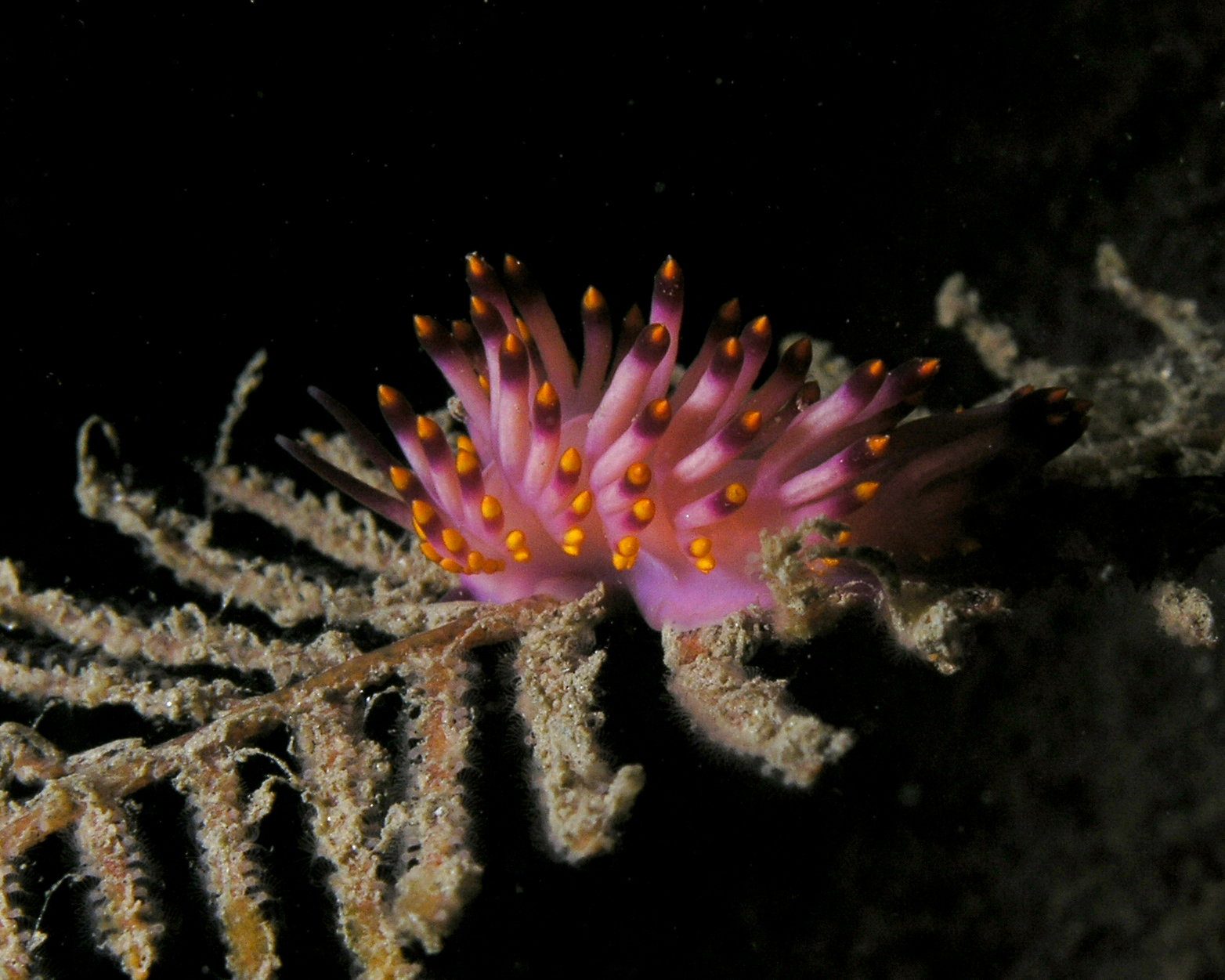
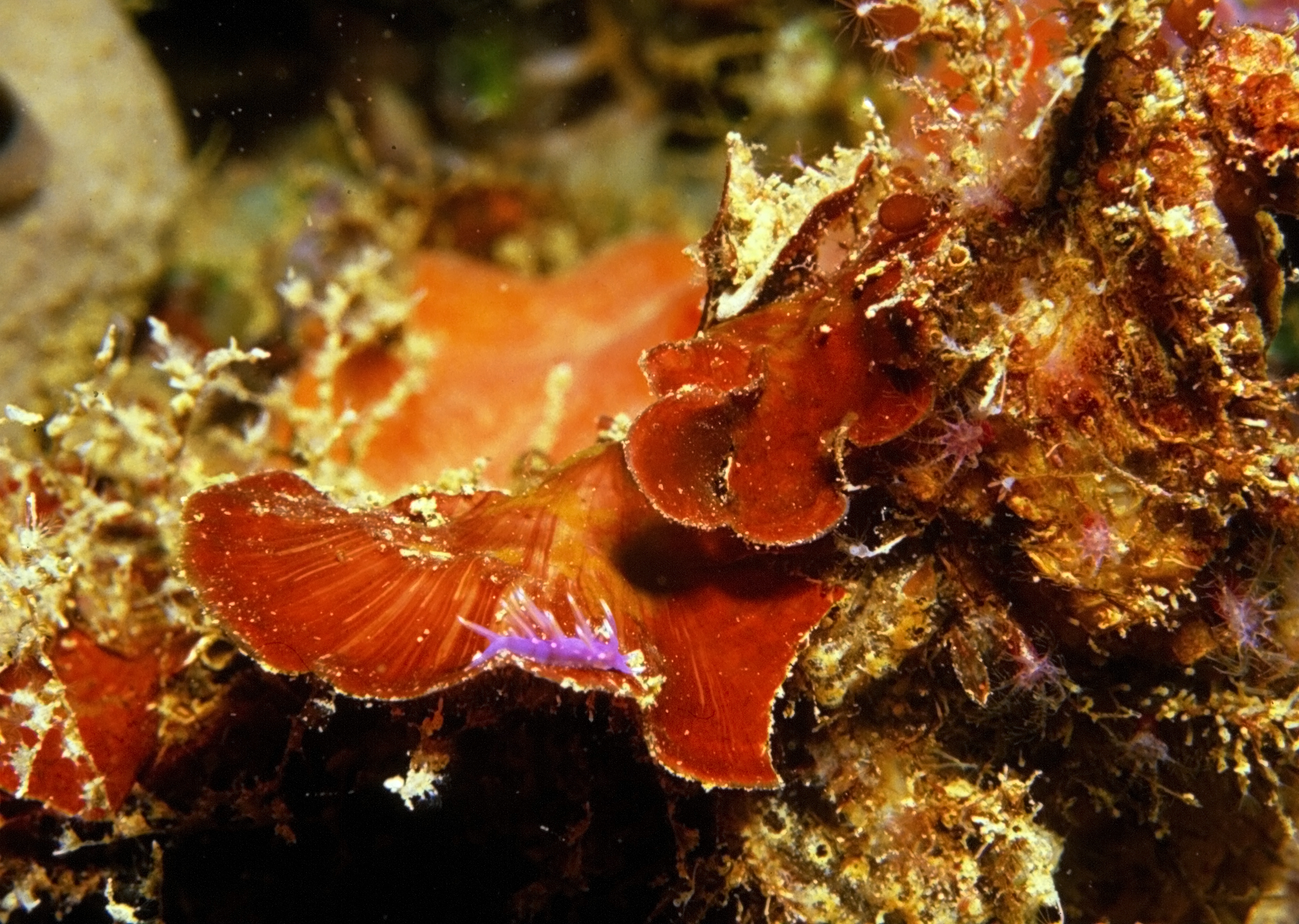